# Terre-de-Bas
Terre-de-Bas – miasto w Gwadelupie (Departament zamorski Francji); 1063 mieszkańców (2009)